# Nesiotoniscus bernardi
Nesiotoniscus bernardi là một loài chân đều trong họ Trichoniscidae. Loài này được Vandel miêu tả khoa học năm 1943.